# معهد التلمود الإسرائيلي الكامل
معهد التلمود الإسرائيلي الكامل هو مؤسسة إسرائيلية فرعية تابعة لمنظمة ياد هاراف هرتسوغ، وتُعنى بنشر الأدب التوراتي. في عام 1973، حصلت على جائزة إسرائيل في مجال الأدب التوراتي.

## التاريخ
تأسس معهد التلمود في عام 1942 بمبادرة من الحاخام مائير بار إيلان وتحت إشراف الحاخام يهوشوا هوتنر.